# Гергенфельд
Гергенфельд (нім. Hergenfeld) — громада в Німеччині, розташована в землі Рейнланд-Пфальц. Входить до складу району Бад-Кройцнах. Складова частина об'єднання громад Рюдесгайм.
Площа — 5,90 км2. Населення становить 502 ос. (станом на 31 грудня 2020).